# Żyglin
Żyglin (niem. Groß Zyglin; dawn. Cyglin Wielki) – część miasta Miasteczko Śląskie położona w województwie śląskim w powiecie tarnogórskim w gminie Miasteczko Śląskie.
Leży w południowej części miasta, u zbiegu ulic Śląskiej, Brynickiej i Stacyjnej, gdzie drogi tworzą plac śróddrożny z Pomnikiem ku Czci Poległych w centrum.
Wraz z położonym na północ od niego Żyglinkiem (niem. Klein Zyglin) tworzy sołectwo Żyglin-Żyglinek, liczące w 2019 roku 1746 mieszkańców.

## Nazwa
Nazwa miejscowości Żyglin pochodzi od słowa „żglić”, „żeglić”, tzn. wytapiać rudy żelaza. Według historyka Nehringa Żyglin zapisywano pierwotnie jako Sceglino, co w tłumaczeniu oznacza osadę samotnego człowieka wytapiającego rudę żelaza, a miejscowość miała istnieć już w 1065 roku. Podczas okupacji niemieckiej (1939–1945) planowano zmienić nazwy Żyglina na Zügeln, czego jednak nie wprowadzono w życie. Stacja kolei normalnotorowej w Żyglinie w latach 1942–1945 nazywała się Großbirken.

## Historia
Historycznie leży w większości na Górnym Śląsku. Od 1742 Cyglin Wielki należał do powiatu bytomskiego; posiadał własną parafię. Od 1922 w Polsce i województwie śląskim, w powiecie tarnogórskim. W 1931 roku liczył 775 mieszkańców.
1 grudnia 1945 zniesiono gminę jednostkową Żyglin, włączając ją do nowo utworzonej zbiorowej gminy Żyglin w województwie śląskim, liczącej w 1946 roku 2004 mieszkańców. W wykazach opartych na stanie administracyjnym po 1946 roku gmina Żyglin już nie występuje, a Żyglin stanowi odtąd jedną z pięciu gromad zbiorowej gminy Miasteczko Śląskie.
W związku z reorganizacją administracji wiejskiej jesienią 1954, Żyglin wszedł w skład nowej gromady Żyglin, której stał się siedzibą.
1 stycznia 1973 włączono go do miasta Miasteczko Śląskie, a 27 maja 1975 wraz z nim do Tarnowskich Gór. Od 30 grudnia 1994 ponownie w granicach usamodzielnionego Miasteczka Śląskiego.

## Port lotniczy i wypadek lotniczy
W odległości około 12 km od Żyglina usytuowany jest port lotniczy Katowice-Pyrzowice. Obsługuje loty pasażerskie i towarowe do portów lotniczych Polski i stolic Europejskich. 13 listopada 2011 roku na terenie lasu w Żyglinie, ok. 7 km od progu drogi startowej lotniska w Pyrzowicach spadł mały samolot lecący z Włoch, podchodzący do awaryjnego lądowania na lotnisku. 4 osoby na pokładzie straciły życie.

## Zabytki
- Kaplica św. Marka (XVIII w.)
- Kościół Narodzenia Najświętszej Maryi Panny (odpust w niedzielę po lub przed 8 września)